# قمة كيلي بوت (واشنطن)
كيلي بوت هي قمة 5,417-قدم- (1,651-متر) وتقع في الرّكن الجنوبي الشّرقي من مقاطعة كينغ في ولاية واشنطن. يقع على أرض تديرها غابة جبل بيكر سنوكوالامي الوطنيّة . يقع على بعد 3.1 ميل (5.0 كـم) شمال غرب قمة كولكوهون وعلى بعد خمسة أميال غرب قمة سلسلة جبال كاسكيد . تصب مياه الأمطار من كيلي بوت في روافد النهر الأخضر . تعتبر التّضاريس الطبوغرافية مهمة حيث يرتفع الجانب الغربيّ 3,000 قدم (910 متر) فوق روك كريك في ميل واحد. يتم الوصول عبر مسار كيلي بوت الذي طوله 1.7 ميلًا والذي يؤدي إلى برج مراقبة الحرائق التاريخي الذي تم ترميمه والذي تم تشييده في الأصل عام 1926 ويحتل القمّة. تشمل النّباتات على طول المسار الزّنابق وعشب الدّب وفرشاة الرّسم الهنديّة والبنسيمون والأرنيكا والكولومبين والتّرمس والفلوكس والتّوت. تمّ اعتماد اسم هذا المعلم الجغرافي رسميًّا من قبل المجلس الأمريكي للأسماء الجغرافيّة.

## مناخ
تقع كيلي بوت في المنطقة المناخيّة للسّاحل الغربي البحري في غرب أمريكا الشّمالية. تنشأ معظم الجبهات الجويّة في المحيط الهادئ، وتتجه شرقًا نحو جبال كاسكيد. مع اقتراب الجبهات، يتم دفعها للأعلى بسبب قمم سلسلة جبال كاسكيد (الرفع الجبلي)، مما يتسبّب في سقوط الرّطوبة على شكل أمطار أو تساقط ثلوج على شلالات. ونتيجة لذلك، يتعرّض الجانب الغربي من الشّلالات لهطول أمطار عالية، خاصّة خلال أشهر الشّتاء على شكل تساقط الثّلوج. خلال أشهر الشتاء، يكون الطقس غائمًا عادةً، ولكن بسبب أنظمة الضغط العالي فوق المحيط الهادئ والتي تشتد خلال أشهر الصيف، غالبًا ما يكون هناك غطاء سحابي قليل أو معدوم خلال فصل الصيف. توفر الأشهر من يوليو إلى أكتوبر الطقس الأكثر ملائمة لتسلق هذا الجبل.

## معرض

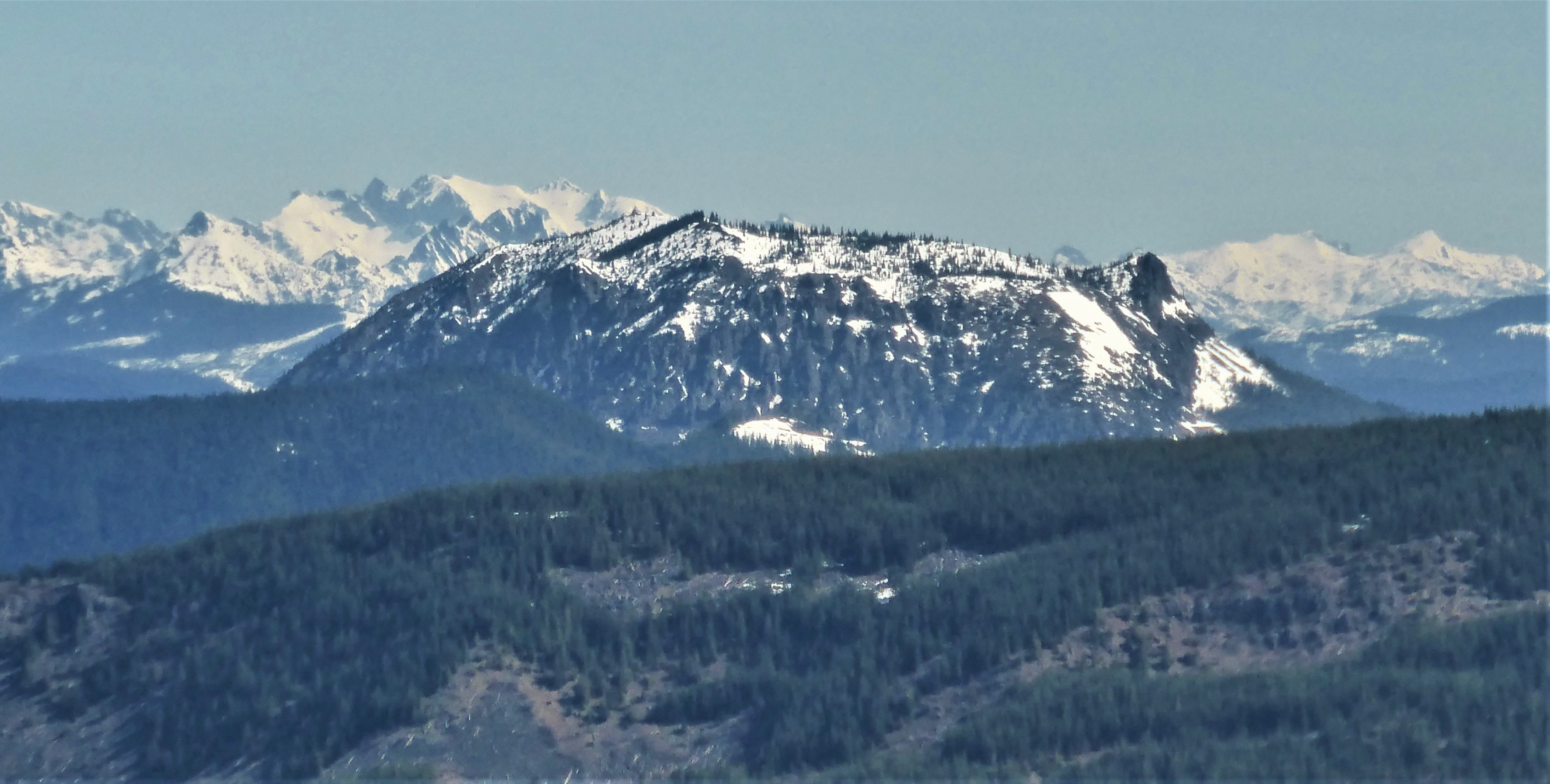
الجانب الجنوبي الغربي من كيلي بوت كما يبدو من سن توب.
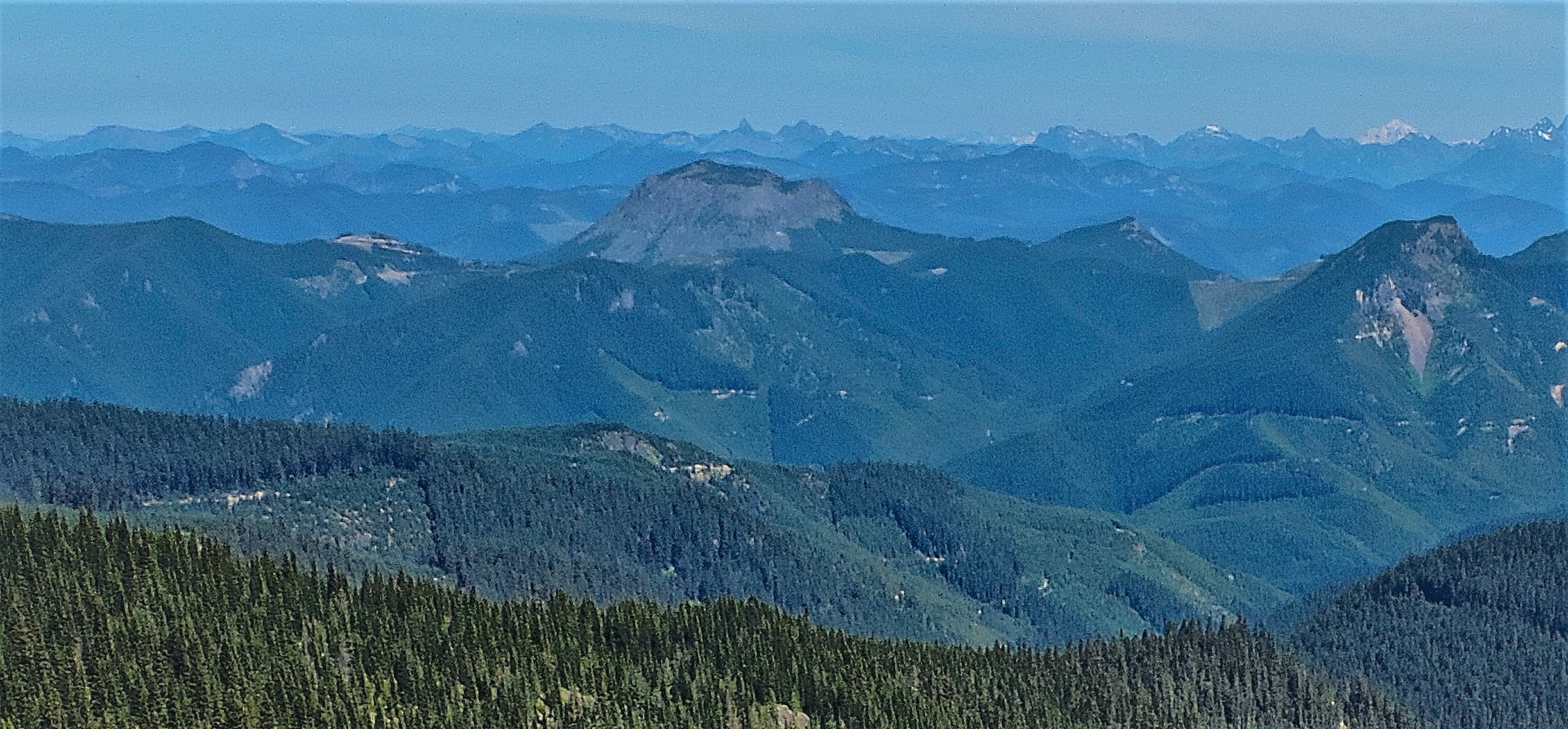
الجانب الجنوبي من كيلي بوت من المنتصف كما يبدو من نوبل كنوب.
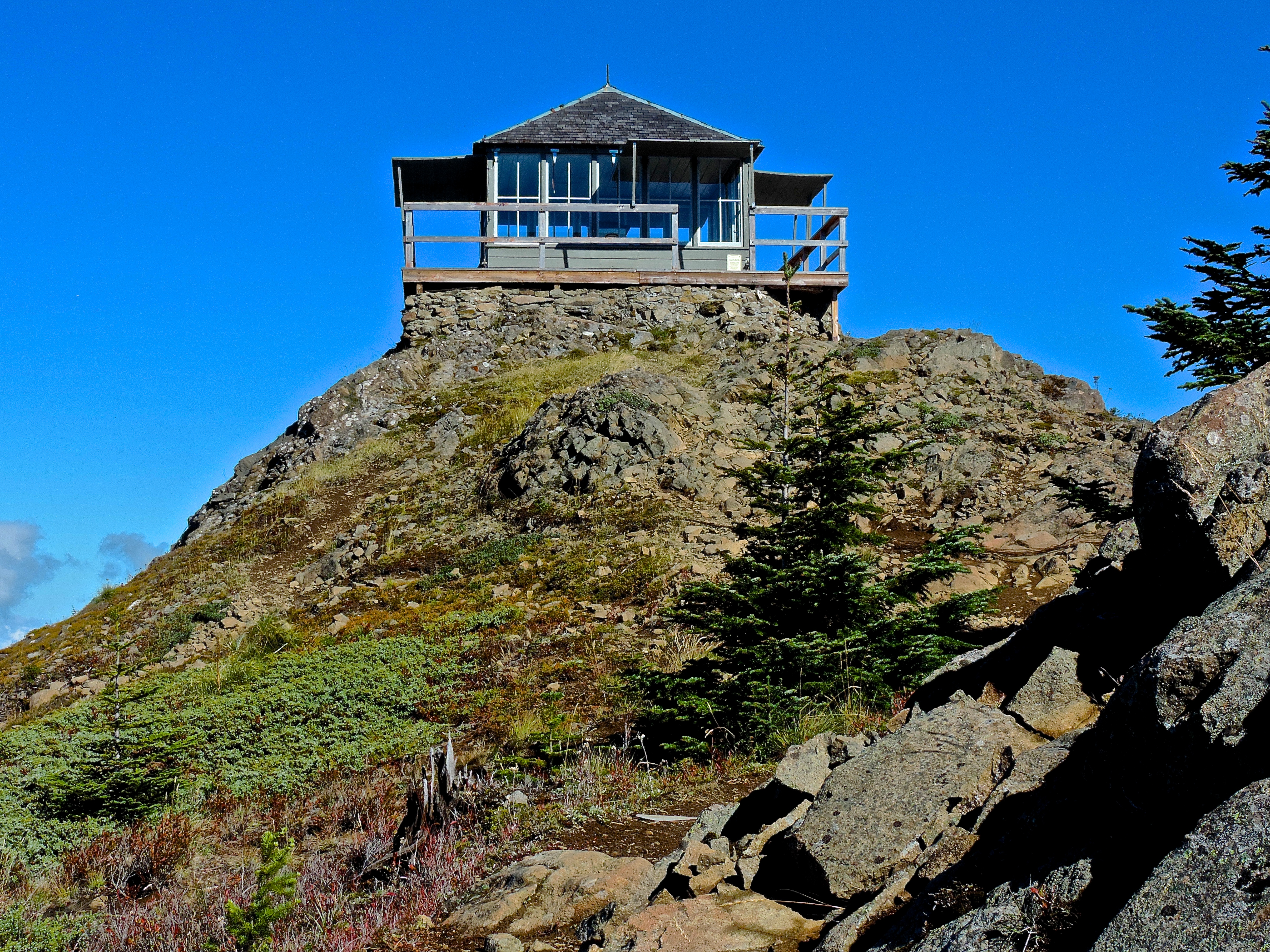
مرصد كيلي بوت.
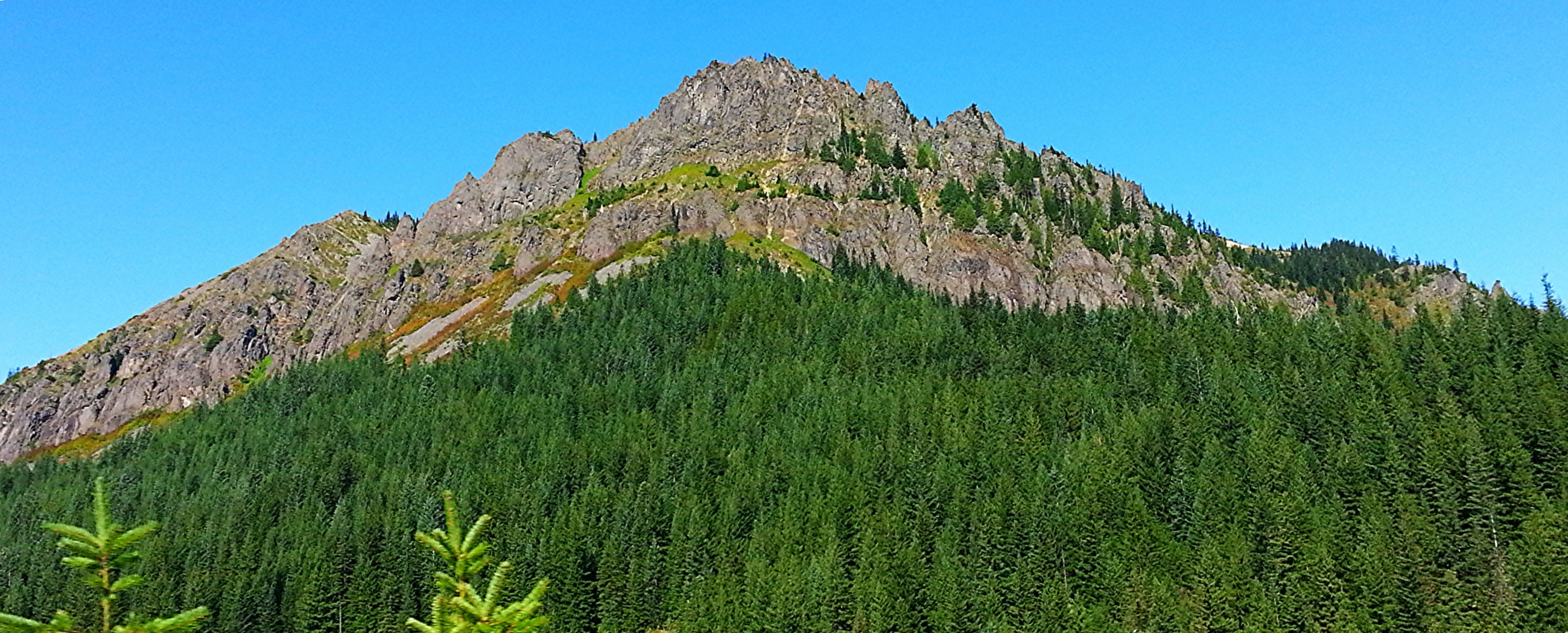
الجهة الجنوبية الشرقية.
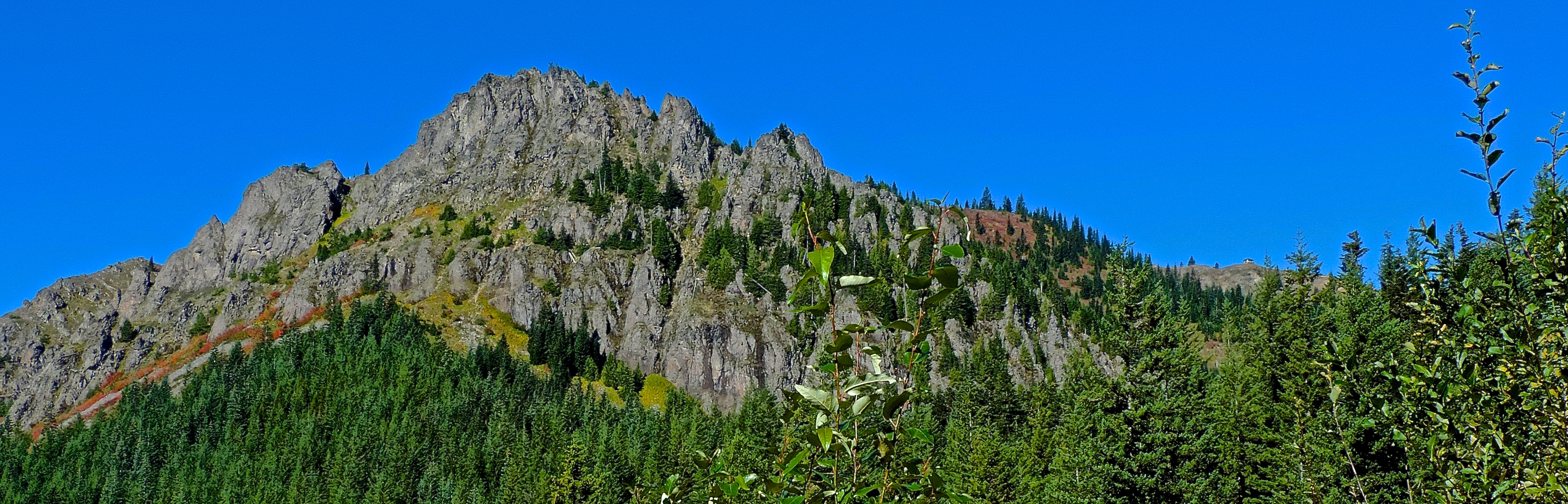
الجهة الجنوبية الشرقية.
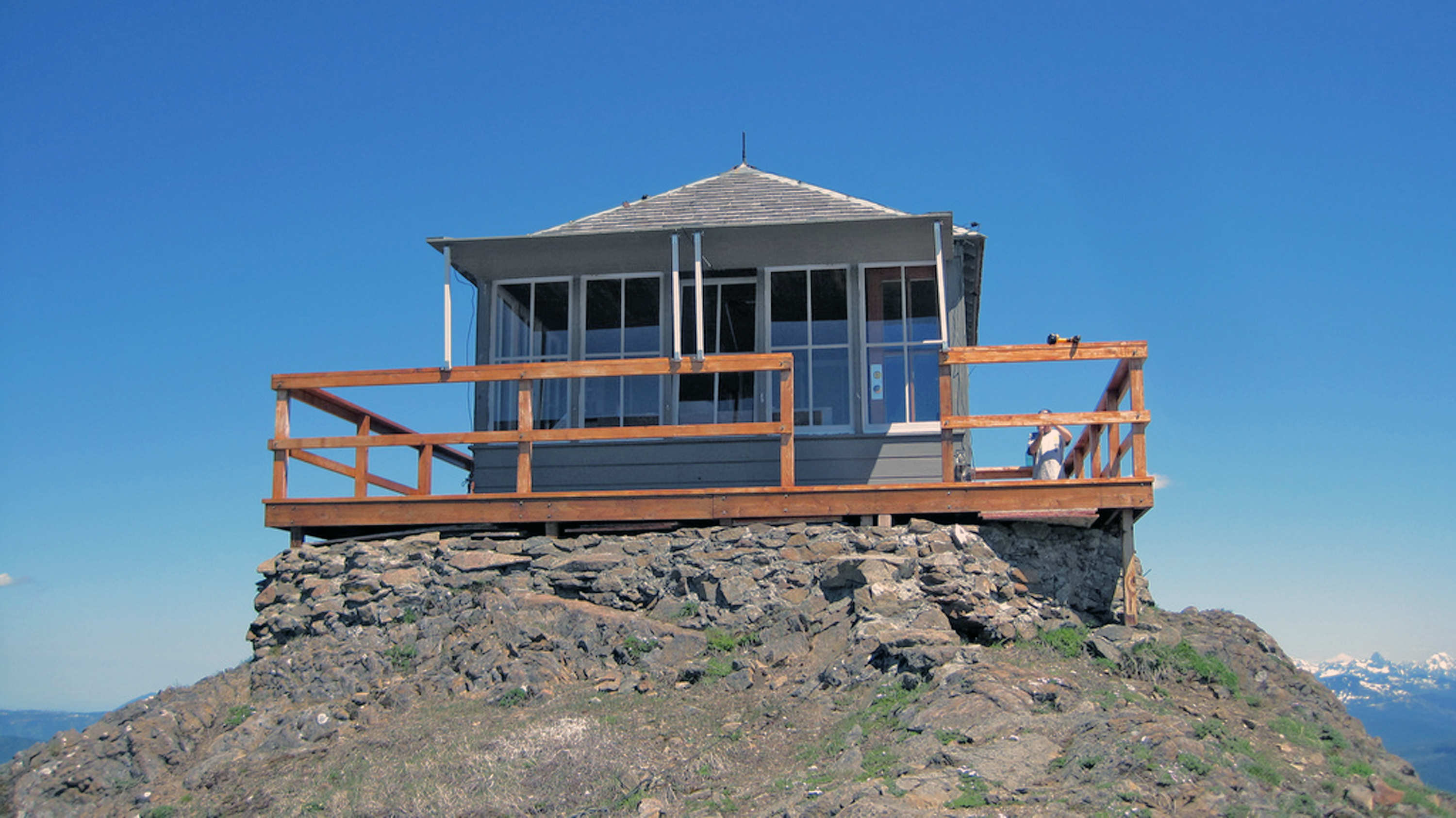
مرصد كيلي بوت.
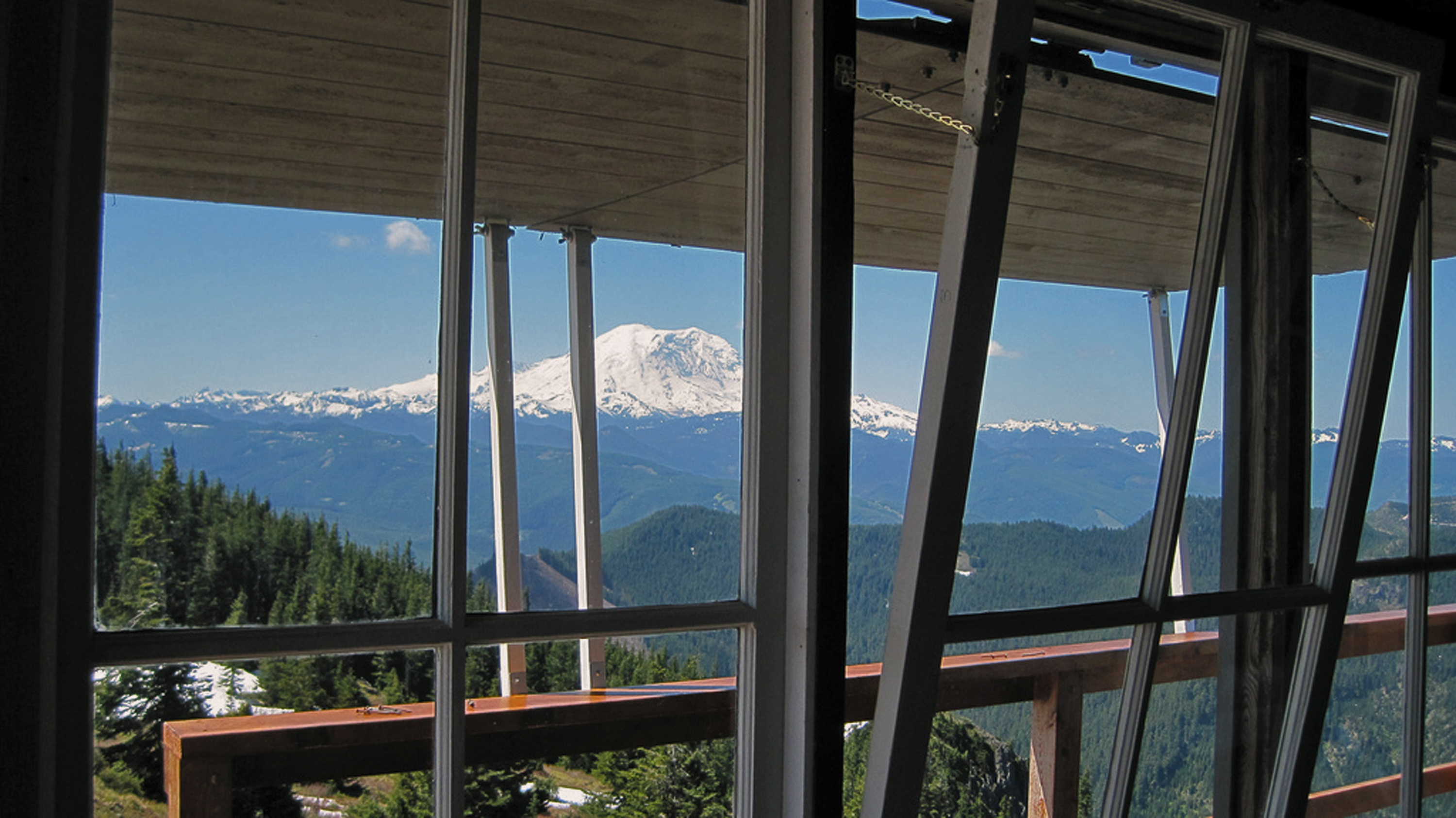
جبل رينير ينظر إليه من مرصد المراقبة.
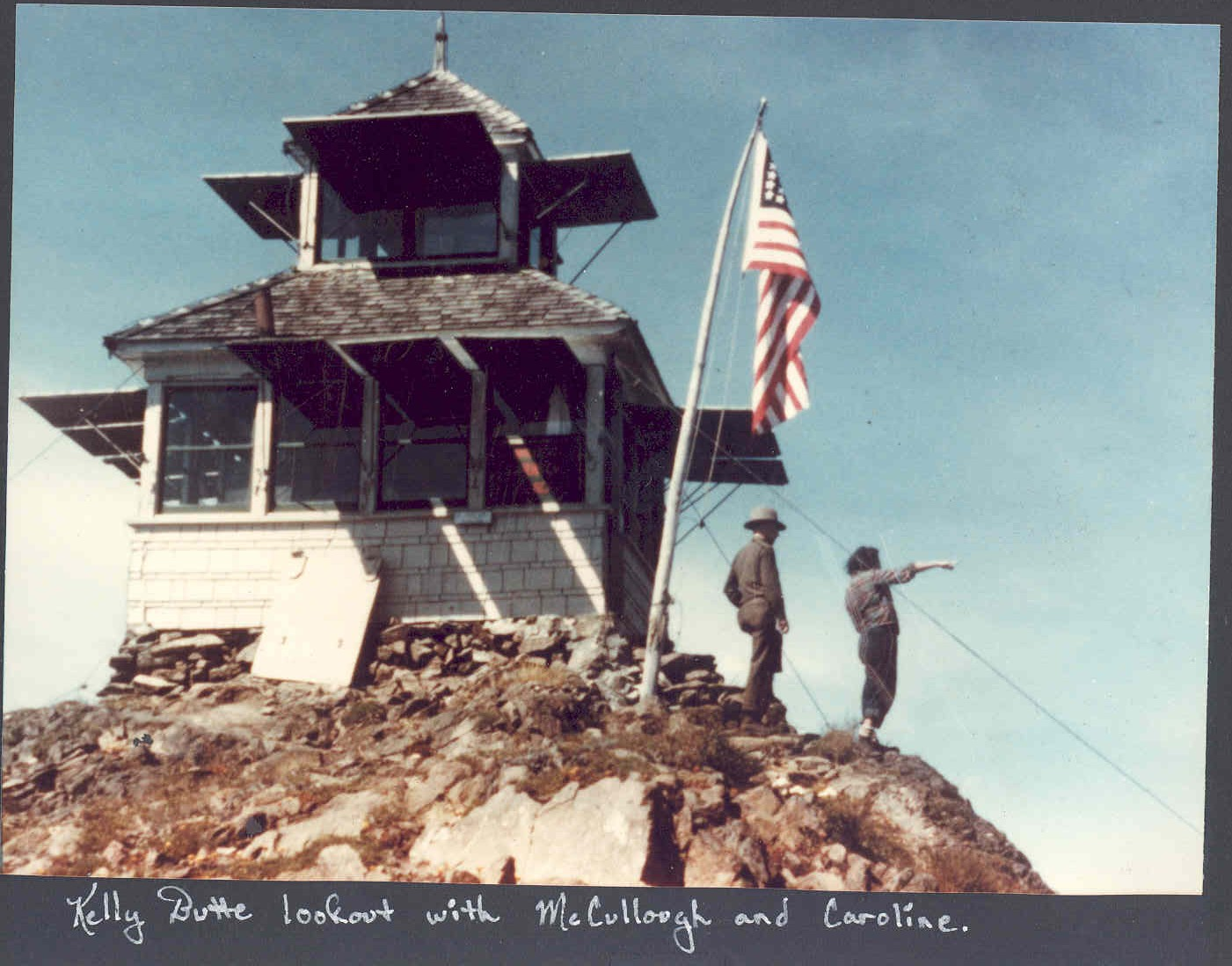
مرصد كيلي بوت كابينة القبة الأصلية.